# Mei Kurokawa
Mei Kurokawa (黒川芽以 Kurokawa Mei?,  Nishitōkyō, Tokio, 13 de mayo de 1987) es una actriz, cantante y ex-gravure idol japonesa, afiliada a Breath.

## Biografía
Kurokawa nació el 13 de mayo de 1987 en la ciudad de Nishitōkyō, Tokio, pero creció en Kawagoe, Saitama. Su nombre de pila, Mei, le fue dado debido a su mes de nacimiento (may) en inglés. En su juventud aprendió a tocar el piano y jugó baloncesto. Se graduó de la Escuela Secundaria Horikoshi, una escuela que alberga a estudiantes famosos.

## Filmografía

### Televisión
- Honboshi (TV Asahi, 2011)
- Kasouken no Onna (TV Asahi, 2009, ep7)
- Jyouou Virgin (TV Tokyo, 2009)
- TEIOH (TBS, 2009)
- Tsure ga Utsu ni Narimashite (NHK, 2009)
- Omiya-san 6 (TV Asahi, 2008, ep3)
- Ai no Meikyu (Tokai TV, 2007)
- Natsu Kumo Agare (NHK, 2007)
- Kaze no Kitamichi (NHK, 2007)
- PS Rashoumon (TV Asahi, 2006, ep7)
- Ai no Uta (NTV, 2005)
- Kaze no Haruka (NHK, 2005)
- Sato Yonshimai (TBS, 2005)
- Koisuru Nichiyobi (TBS, 2005)
- Yonimo Kimyona Monogatari 2005 (Fuji TV, 2005)
- Kaidan Shin Mimibukuro 4 (NHK, 2005)
- Keitai Deka Zenigata Rui (TBS, 2004)
- Daisan no Jiko (TBS, 2004)
- Tenshi mitai (NHK, 2003)
- Heart (NHK, 2001)
- Watashi wo Ryokan ni Tsuretete (Fuji TV, 2001)
- Hatamoto Taikutsu Otoko (Fuji TV, 2001)
- Tokimune Hojo (NHK, 2001)
- Keiji (NTV, 2000)
- Yokohama Honmoku Satsujin File  (TBS, 2000)
- Aoi Tokugawa Sandai (NHK, 2000)
- Cinderella wa Nemuranai (NHK, 2000)

### Películas
- Killers (2014)
- Boys on the Run (2010)[1]
- 0093 Royal Highness' Masao Kusakari (2007)
- Gakko no Kaidan (2007)
- Keitai Deka The Movie (2006)
- Aozora No Yukue (2005)
- Yuurei Mansion (2005)
- Mondai no Nai Watashitachi (2004)
- Kurayami Requiem (2000)